# Ariela (Disney)
Princeza Ariela ( eng. Princess Ariel ) je animirani lik i naslovni lik koji se pojavljuje u 28. Disneyjevom klasiku animiranog filma Mala sirena iz 1989. godine, Walt Disney Picturesa. Ona se kasnije pojavljuje u Mala sirena serija (1992-1994), u izravnom video nastavcima Mala sirena 2: Povratak u more iz 2000. godine, i Mala sirena 3: Arielino djetinstvo iz 2008. godine. Glas u izvornoj engleskoj verziji joj je posudila američka glumica i pjevačica Jodi Benson, dok joj je u sinkroniziranoj hrvatskoj verziji glas posudila pjevačica i glumica, Renata Sabljak. Četvrta je Disney Princeza po liniji, ona je ujedno prva i jedina Disney Princeza koja je postala majka. 
Ariela je lijepa sirena koja ima dugu, svijetlo crveno kosu, plave oči, zeleni sirenin rep i ljubičasti školjkasti bikini. U filmovima i televizijskim serijama, ona je sedmorođena kći kralja Tritona i kraljice Atene, koji vladaju podvodnim kraljevstvom Atlantike. U trećem filmu možemo vidjeti Arielino djetinjsto i kako su njezinu majku kraljicu Atenu nažalost ubili zli gusari, koji su pronašli tajnu uvalau sirena.
U prvom filmu vidimo da Ariela jako voli istraživati i sakupljati ljudske stvari, i želi biti dio ljudskog svijeta. Udala se za princa Erika, kojeg je spasila od utapanja, nako što je njegov brod doživio strašnu oluju. Kasnije u drugom filmu su dobili kćer, Melody. 
Lik se temelji na naslovnoj priči istoimene bajke, Mala sirena koju je napisao Hans Christian Andersen 1837. godine, ali se razvio u drugu osobnost za adaptaciju animiranog filma iz 1989. godine. Ona je jedna od svjetski popularnih princeza.

## Karakteristike
Ariela je najmlađa kći kralja Tritona i sedmorođena kći kraljice Atene. Često se druži s Flounderom, njezinim najboljim prijateljem, i Sebastiana, savjetnika Arielinog oca koji je često zadužen da ga održi. U televizijskoj seriji i prvom filmu, Ariela je fascinirana ljudskim svijetom i često odlazi pronaći ljudske artefakte koje stavlj svoju u tajnu špilju. Ariela često samostalno luta i istražuje okolinu i često ne prihvaća zapovijedi svog oca ili Sebastiana, uzrokujući sukob između likova. U Mala sirena ona je prikazana kao spremna učiniti sve da bude s Princom Erikom, čak i odriču svoj glas da postane čovjek. Također je nevjerojatno znatiželjna, a njezina je znatiželja često vodi u opasne situacije.
Ariela je ljubazna i brižna prema drugima bez obzira na njihove okolnosti, kako je prikazano u televizijskoj seriji. U ranoj epizodi, Ariel pomaže siročadi.  U drugoj epizodi, Ariela se sprijateljava s navodnim stvorenjem sreće i štiti je od zle morske vještice Ursule i drugih koji joj žele naštetiti.  Ariela se pojavljuje kao odrasla osoba u Mala sirena 2: Povratak u more i rodi kćer po imenu Melody, to joj donosi titulu prve i trenutno jedine Disneyjeve princeze koja je postala majka. Ariela štiti svoju kćer, kao što je Triton štitio Arielu u prvom filmu. Nakon što Morgana prijeti Arieli, Eriku i kralju Tritonu, princ Erik i Ariela govore kralju Tritonu da gradi zid oko palače kako bi zaštitili Melody od Morgane i drugih strahota oceana. Iako ju je štitila, nije mogla zaštititi njezinu znatiželju. Mala sirena 3: Arielino djetinjstvo opisuje njezinu osobnost kao u izvornom filmu nakon što je Jodi Benson zagovarala povratak likova njezinim korijenima.  Ariela je još jednom razigrna, a nakon što njezin otac odluči zabraniti glazbu u Atlantici, bježi s Flounderom, Sebastianom i njegovim bendom ne bil i pronašla odgovore, te vratila sreću i glazbu u kraljevstvo.